# Wyspa Świętej Heleny, Wyspa Wniebowstąpienia i Tristan da Cunha a Unia Europejska
Wyspa Świętej Heleny wraz z Wyspą Wniebowstąpienia i Tristan da Cunha wchodzą w skład brytyjskiej kolonii Wyspa Świętej Heleny, Wyspa Wniebowstąpienia i Tristan da Cunha o statusie terytorium zamorskiego (overseas territory). Terytorium to nie jest częścią Unii Europejskiej i tylko w minimalnym stopniu respektuje prawo wspólnotowe. Wspólne relacje dwustronne zostały ustanowione specjalną decyzją Rady 76/568/EWG. W latach 2000–2007 otrzymała 8,6 mln euro z Europejskiego Funduszu Rozwoju, w latach 2008-2013 przyznano kwotę w wysokości 15,5 mln euro. Mimo posiadania przez mieszkańców obywatelstwa brytyjskiego, a co za tym idzie obywatelstwa Unii Europejskiej, na terytorium Świętej Heleny nie odbywają się wybory do Parlamentu Europejskiego.
| Terytorium specjalne                                         | aplikacja prawa wspólnotowego | stosowanie prawa wspólnotowego w lokalnym sądownictwie? | EURATOM? | Obywatelstwo UE? | wybory europejskie? | Strefa Schengen? | strefa VAT UE? | obszar celny UE? | jednolity rynek? | strefa euro? |
| ------------------------------------------------------------ | ----------------------------- | ------------------------------------------------------- | -------- | ---------------- | ------------------- | ---------------- | -------------- | ---------------- | ---------------- | ------------ |
| Wyspa Świętej Heleny Wyspa Wniebowstąpienia Tristan da Cunha | minimalne (OCT)               | Tak                                                     | Tak      | Tak              | Nie                 | Nie              | Nie            | Nie              | częściowo        | Nie, SHP     |